# Diane Scherzler

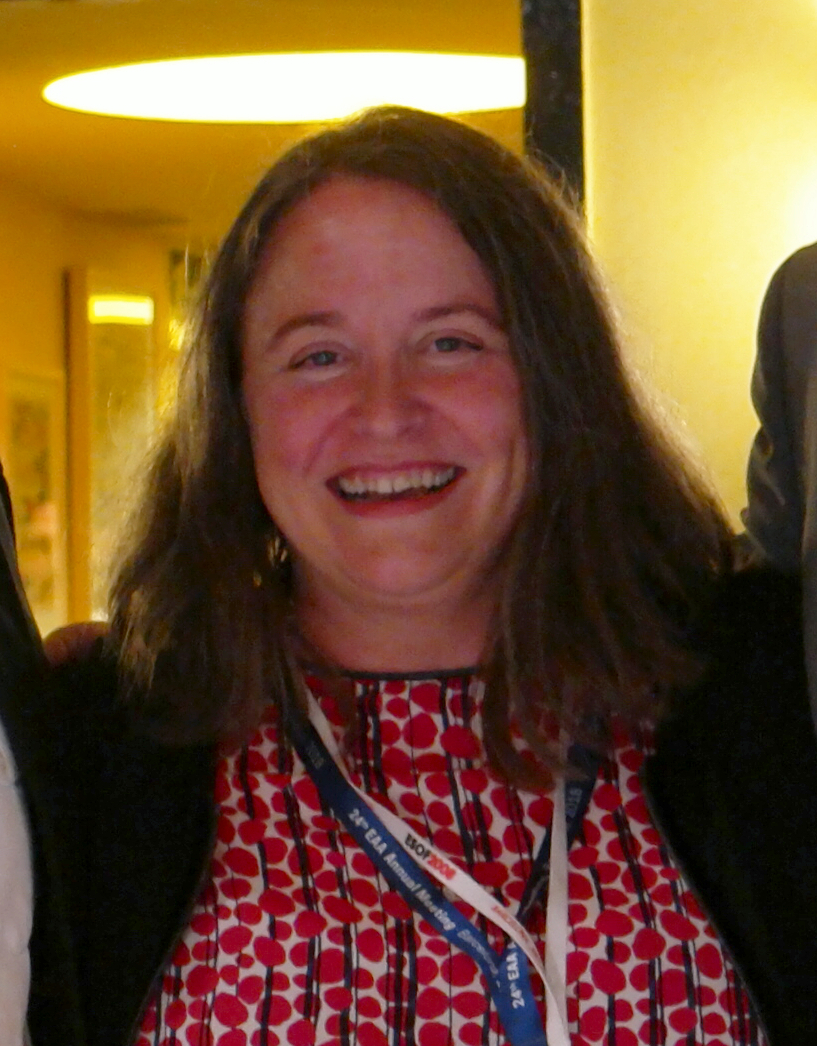
Diane Scherzler (2018)

Diane Scherzler (* 1970 in Reutlingen) ist eine deutsche Journalistin und studierte Prähistorikerin.

## Leben und Beruf
Diane Scherzler ist eine Urenkelin des Stuttgarter Xylographen und Kunstsammlers Emil Scherzler (1850–1921).
Sie studierte 1990 bis 1996 Vor- und Frühgeschichte, Geologie und Prähistorische Anthropologie an der Universität Tübingen, u. a. bei Manfred Eggert und Alfred Czarnetzki. Ihre Magisterarbeit über Stützpessare aus der Eisenzeit wurde 1998 publiziert. 1997 begann sie ihre Berufstätigkeit beim SWR, wo sie nach freier Mitarbeit und Ausbildung zur Redakteurin zunächst als Projektmanagerin im Bereich Neue Medien, dann in der zentralen SWR-Online-Redaktion als Redakteurin und als Trainerin in der journalistischen Ausbildung tätig war. 2012 initiierte sie "Forschung zu Gast im SWR", eine eintägige Veranstaltung im SWR Studio Tübingen. Dort wurden in Zusammenarbeit mit dem Universitätsklinikum Tübingen die Herausforderungen für qualitativ hochwertigen Wissenschaftsjournalismus aus dem Blickwinkel von Forschenden und SWR-Mitarbeitenden beleuchtet. Ab 2013 war sie in der Programmdirektion Kultur tätig, vor allem als Projektmanagerin. Seit Ende 2022 ist sie die Leitende Gesundheitsmanagerin des SWR. Als Lehrbeauftragte an den Universitäten Tübingen und Freiburg sowie als freiberufliche Medientrainerin (u. a. Universität Tromsø, Helmholtz-Zentrum für Umweltforschung – UFZ, European Association of Archaeologists, European Molecular Biology Organization, Euroscience, Universität München, Robert Bosch Stiftung, Römisch-Germanisches Zentralmuseum) unterrichtet sie im Bereich Wissenschafts- und Krisenkommunikation.

## Ehrenamtliches Engagement
Seit 2011 ist Diane Scherzler Vorstandsmitglied der 1969 gegründeten Fachgesellschaft Deutsche Gesellschaft für Ur- und Frühgeschichte (DGUF), seit 2014 – als erste Frau in der Geschichte dieser Gesellschaft – deren Vorsitzende. In dieser Funktion war sie zusammen mit Frank Siegmund Initiatorin einer Petition gegen die Streichung aller Landesmittel für die Denkmalpflege in Nordrhein-Westfalen, der am Ende mit 27.000 Unterschriften bislang größten Petition pro Denkmalschutz in Deutschland. Sie ist Mitinitiatorin der DGUF-Jahrestagungen seit 2014, z. B. zu Themen wie gesellschaftlicher Wandel und dessen Auswirkungen auf die Archäologie, zur Notwendigkeit eines Berufsverbands für die Archäologie oder zu Machtverschiebungen innerhalb und außerhalb der Archäologie und dem klugen Umgang damit. Als Leitende Herausgeberin Web-Auftritt, Newsletter und Social Media der DGUF hat sie den Newsletter der DGUF aufgebaut, der mit mehr als 1650 Abonnenten einer der meistgelesenen Archäologie-Newsletter im deutschsprachigen Raum ist, und verantwortet ihn. Sie hat bei der Überführung der DGUF-Schriften in den Open Access wesentlich gestaltend mitgewirkt und ist Mitherausgeberin der Archäologischen Informationen und der Archäologischen Quellen. Seit Oktober 2014 gehört Diane Scherzler dem erweiterten Vorstand des Deutschen Verbands für Archäologie (DVA) an. Seit 2017 ist sie „Beraterin Strategie und Kommunikation“ für die deutsche Regionalgruppe des Archäologie-Berufsverbands Chartered Institute for Archaeologists. Bei der European Association of Archaeologists (EAA) ist Diane Scherzler Mitglied des „Committee on Communications and Media Strategy“.
Zuvor war sie 1996 bis 1999 Gründungsmitglied und Geschäftsführerin von COURAGE Culture Care e. V. – einer gemeinnützigen Organisation mit dem Ziel, den Umgang mit der Vergangenheit in heutigen Gesellschaften zu untersuchen. 2006 gründete und leitete sie die Arbeitsgruppe „Science Communication“ bei der europäischen Wissenschaftsorganisation Euroscience.

## Veröffentlichungen (Auswahl)
- Materielle Kultur und kulturelle Identität: Ein außerschulisches Bildungsprojekt von COURAGE Culture Care e. V. In: Archäologische Informationen. Band 20, Nr. 1, 1997, S. 137–139. Digitalisat
- Der tönerne Ring vom Viesenhäuser Hof – Ein Hinweis auf medizinische Versorgung in der Vorrömischen Eisenzeit? In: Fundberichte aus Baden-Württemberg. Band 22/1, 1998, S. 237–294.
- Der tönerne Ring vom Viesenhäuser Hof – Ein Hinweis auf medizinische Versorgung von Frauen in der vorrömischen Eisenzeit? In: Bärbel Auffermann, Gerd-Christian Weniger (Hrsg.): Frauen – Zeiten – Spuren. Ausstellungskatalog Neanderthal-Museum Düsseldorf-Mettmann.
- On humility, power shift and cultural change: Archaeology on Web 2.0 sites. In: Nina Schücker (Hrsg.): Integrating Archaeology. Science – Wish – Reality. International Conference on the Social Role, Possibilities and Perspectives of Classical Studies. Römisch-Germanische Kommission des Deutschen Archäologischen Instituts. 2012, S. 237–240.
- A look in the mirror and the perspective of others. On the portrayal of archaeology in the mass media. In: Anna Simandiraki-Grimshaw, Eleni Stefanou (Hrsg.): From Archaeology to Archaeologies – The “other” Past. British Archaeological Reports International Series, 2409. Archaeopress, Oxford 2012.
- Archäologie und Baudenkmalpflege in Nordrhein-Westfalen 2014 – ein Jahr nach dem Ringen gegen Mittelkürzungen und für eine bessere gesetzliche Grundlage. In: Archäologische Informationen. Band 37, 2014, S. 153–180. Digitalisat